# Leptogenys camerunensis
Leptogenys camerunensis es una especie de hormiga del género Leptogenys, subfamilia Ponerinae.

## Taxonomía
Esta especie fue descrita científicamente por Stitz en 1910.